# Hannes Peckolt
Hannes Peckolt (ur. 18 listopada 1982 w Ludwigshafen am Rhein) – niemiecki żeglarz sportowy, brązowy medalista olimpijski, wicemistrz Europy.
Brązowy medalista igrzysk olimpijskich w 2008 roku w klasie 49er, razem z bratem Janem Peterem Peckoltem. Zdobywca srebrnego medalu mistrzostw Europy w 2007 roku.